# حسین بن میلودی
حسین بن میلودی (انگلیسی: Hocine Benmiloudi؛ ۳۱ ژانویه ۱۹۵۵ – ۵ نوامبر ۱۹۸۱) بازیکن فوتبال اهل الجزایر بود.
از باشگاه‌هایی که در آن بازی کرده‌است می‌توان به باشگاه فوتبال شباب بلوزداد اشاره کرد.
وی همچنین در تیم ملی فوتبال الجزایر بازی کرده‌است.